# Цандрыпш (станция)
Цандры́пш (абх. Цандрыҧшь, груз. განთიადი) — станция Абхазской железной дороги в посёлке городского типа Цандрыпш Гагрского района Абхазии.
На станции останавливаются все пассажирские поезда. Пассажиры проходят пограничный и таможенный контроль. 

## Краткая характеристика
Расположена на электрифицированном участке Псоу — Сухум Абхазской железной дороги. Является приграничной станцией с Россией. От станции отходят однопутные электрифицированные участки на Весёлое и Гагру.
На начало августа 2017 года единственным пассажирским перевозчиком является ОАО «РЖД». Все пригородные и пассажирские поезда дальнего следования, проходящие через Цандрыпш, российского формирования. Тяга также осуществляется подразделениями ОАО «РЖД». Это, как правило, тепловозы 2ТЭ116У, 2ТЭ10М и ЧМЭ3Т, приписанные к ТЧЭ-12 Краснодар, ТЧЭ-16 Туапсе или к ТЧЭ-8 Кавказская Северо-Кавказской железной дороги.
В Цандрыпше сохранилось вокзальное здание, в котором работают отделение милиции, дежурный по станции и билетные кассы. Табличка с названием станции здесь продублирована на английском языке. Зданию вокзала, построенному в начале 1950-х годов, и объектам транспортной инфраструктуры, СЦБ станции требуется реконструкция и капитальный ремонт.

## История
Впервые о необходимости строительства магистральной железной дороги на Черноморском побережье Кавказа, которая должна соединить закавказские губернии с центральными районами Российской империи, заговорили в прессе ещё в конце XIX века.
В 1897—1898 годах по поручению правительства инженер Гартман провёл исследование побережья Черноморской губернии и Сухумского округа «с целью выяснения целесообразности постройки прибрежной железной дороги между Новороссийском и Сухумом».

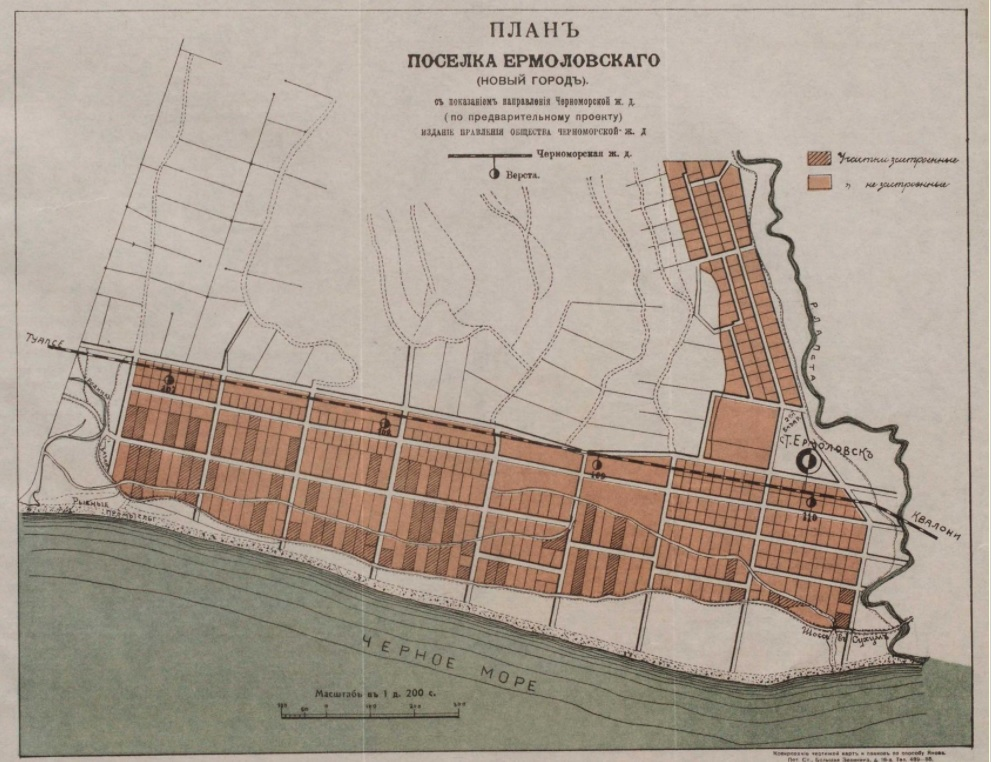
План посёлка Ермоловскаго (1912)

В 1912 году было создано паевое «Общество Черноморской железной дороги» и утверждён его Устав, проект которого представлялся на рассмотрение и утверждение ещё в 1901 году. В 1913 году на Всероссийской культурно-промышленной и сельскохозяйственной выставке «Русская Ривьера» обществом был представлен подробный макет строящейся дороги. Был выпущен иллюстрированный альбом «Строящаяся Черноморская железная дорога (Туапсе — Квалони)», в котором подробно освещался проект и предполагаемый ход строительства. К работам по сооружению новой линии Черноморской железной дороги Общество приступило 15 июня 1914 года после утверждения всей необходимой документации.
В годы Первой Мировой войны началось полномасштабное строительство участка от Туапсе до Адлера. От Адлера до Сухума предполагалось построить несколько железнодорожных станций и разъездов, мосты и тоннели.
Раздельными пунктами этого участка должны были стать станции Хошупсе, Ермоловскъ, Гагры-Курортъ и  разъезд Скальный. Но революции 1917 года и гражданская война не позволили осуществить этот план. Строительство участка Адлер — Сухум было прекращено.
Весной 1941 года было принято решение о возобновлении строительства участка «Закавказской железной дороги имени Л. П. Берии» от Адлера до Сухуми. Перед самым началом Великой Отечественной войны на место строительства начали прибывать строители, инженеры и техника.
В 1942 году было частично открыто движение воинских эшелонов на участке Сухуми — Адлер, а в 1943 году сдана в промышленную эксплуатацию станция Пиленково (Цандрыпш).
Станция Пиленково просуществовала до 1948 года и была переименована в Гантиади (груз. განთიადი). В начале 1950-х годов было построено здание железнодорожного вокзала и часть станционных построек, на прилегающей территории обустроен сквер.
В советское время через станцию Закавказской железной дороги Гантиади проходило большое количество грузовых и пассажирских составов. В весенне-осенний период обслуживалось огромное количество пассажиров. В начале 1990-х годов станция получила своё современное название — Цандрыпш.

## Статьи и публикации
- Евгений Крутиков. Абхазская железная дорога: мифы и реальность // Фонд поддержки публичной дипломатии имени А. М. Горчакова : альманах. — 2015. — 26 августа. Архивировано из оригинала 5 августа 2017 года.
- Иванов С. В. Из истории Черноморской железной дороги // Юга.ру : интернет-портал Южного региона. — 2004. — 6 мая.

## Внешние медиафайлы
- Тепловоз 2ТЭ116У с пассажирским поездом Москва — Сухум прибывает на станцию Цандрыпш на YouTube